# Ланге, Герхард
Герхард Ланге (нем. Gerhard Lange; 20 января 1935, Магдебург — 30 января 1990, Зуль) — восточногерманский генерал госбезопасности, в 1981—1989 — начальник Зульского окружного управления МГБ ГДР. Член окружного комитета СЕПГ. Пытался противостоять протестам осени 1989. Покончил с собой после победы революции в ГДР.

## Юрист, следователь, оперативник
Родился в семье рабочего-печника. После Второй мировой войны Магдебург оказался в советской зоне оккупации, затем в ГДР. В 1957 Герхард Ланге окончил юридический факультет Галле-Виттенбергского университета, до 1959 работал научным сотрудником. С 1954 состоял в правящей компартии СЕПГ.
В 1959 Герхард Ланге поступил на службу в Министерство госбезопасности (МГБ, Штази). Первоначально служил в следственном отделе Галльского окружного управления. В 1969—1981 — заместитель начальника управления по оперчасти (начальниками являлись полковник Эмиль Вагнер и полковник Хейнц Шмидт). Прошёл обучение в Высшей партийной школе имени Карла Маркса при ЦК СЕПГ.

## Служба при «Курфюрсте»
В 1981 полковник Ланге назначен начальником Зульского окружного управления МГБ. В 1983 ему присвоено звание генерал-майор. По должности состоял в окружном комитете СЕПГ.
Партийно-государственный аппарат Зуля занимал специфическое место в номенклатуре СЕПГ. С 1968 окружным первым секретарём являлся Ханс Альбрехт, получивший характерное прозвище «Курфюрст». Альбрехт отличался особым «комчванством», своенравием, жёстким стилем управления и склонностью к бытовым излишеством. Эти его черты распространялись на окружной аппарат. Впоследствии Ланге писал о коррупции, некомпетентности и провальной политике партийного руководства, о бездумном выполнении сталинистских директив хонеккеровского Политбюро. Своё участие Ланге обосновывал обязанностями по уставу партии. При этом он напоминал, что в функции Штази входили не только политические репрессии, но также борьба с контрабандой, чрезвычайные ситуации, предотвращение терроризма, подавление неонацистских и антисемитских проявлений.
Приграничное положение Зуля обусловило особое влияние региональной Штази — повышенное даже на общем фоне ГДР. Под руководством Ланге действовали почти 1,8 тысячи сотрудников и около 5 тысяч сексотов. Под наблюдением Штази находились более 2 тысяч жителей округа, заподозренных во «враждебных настроениях» либо «контактах с враждебно настроенными лицами». Задним числом Ланге осуждал репрессии против инакомыслящих, шпиономанию, полицейский контроль над международным туризмом и культурными обменами.

## Конфронтация и смерть
Осенью 1989 ГДР охватили массовые выступления против режима СЕПГ. Демонстрации проходили и в Зуле. Первоначально генерал Ланге занял жёсткую позицию подавления протестов. Он приказывал пресекать «враждебные действия» (хотя без применения огнестрельного оружия). Одновременно Ланге распорядился уничтожать документацию Штази.
Вечером 4 декабря 1989 несколько тысяч демонстрантов окружили зульскую штаб-квартиру Штази. Ланге пригрозил «ответить насилием на насилие». Оценив ситуацию, он, однако, пропустил демонстрантов в здание и вступил с ними в переговоры. В рапорте о событиях Ланге писал о «провокациях» и «психологическом терроре» со стороны протестующих, обвинял их в самоубийстве офицера госбезопасности Армина Кнолля (в предсмертной записке майор Кнолль писал, что более не может нести это бремя и отказывается стрелять в свой народ).
На следующий день Герхард Ланге был снят с должности и уволен из органов госбезопасности. Он оставил подробный отчёт для ликвидационной комиссии и новой спецслужбы. В предсмертном интервью газете Main-Post Ланге сожалел, что не взял власть в свои руки и не провозгласил Зуль автономной республикой. По его мнению, Штази и полиция эффективно удержали бы ситуацию. Отказаться от этого плана пришлось в страхе перед гражданской войной и «одной-единственной бомбой», которой было бы достаточно, чтобы разрушить его штаб-квартиру.
Ликвидация Штази и свержение СЕПГ, по признанию Ланге, стали для него «катастрофой» Через десять дней после своего 55-летия Герхард Ланге застрелился в своей квартире.